# Уди (река)
Уди — река в России, протекает по Кезскому району Удмуртии. Устье реки находится в 7,4 км по правому берегу реки Юс. Длина реки составляет 11 км.

## Течение
Исток реки на Верхнекамской возвышенности в 3 км к северо-востоку от деревни Пужмезь и в 10 км к северо-западу от центра посёлка Кез. Генеральное направление течения — восток, крупнейший приток — Удлушур (правый). В нижнем течении чуть ниже впадения Удлушура на реке земляная плотина и запруда.
Впадает в Юс в 6 км к северу от посёлка Кез. Высота устья — 176,8 м над уровнем моря.

## Данные водного реестра
По данным государственного водного реестра России относится к Камскому бассейновому округу, водохозяйственный участок реки — Чепца от истока до устья, речной подбассейн реки Вятка. Речной бассейн реки — Кама.
Код объекта в государственном водном реестре — 10010300112111100032578.